# Carla Novaes
Carla Novaes (São Paulo; 27 de mayo de 1986) es una actriz pornográfica y modelo erótica transexual brasileña.

## Biografía
Comenzó su carrera pornográfica como actriz a los 18 años. Ya había iniciado por aquel entonces su proceso hormonal. La invitación, aseguró, le llegó por Internet, al recibir de algunas productoras propuestas para trabajar como modelo erótica y actriz tras recibir fotografías suyas.
Ha trabajado para productoras como Combat Zone, Androgeny, Trans500, Juicy Entertainment, Universal Trannies, Robert Hill, Evil Angel, Reality Kings, Grooby, Pulse Distribution, Red Light District o Third World Media, entre otras.
Carla Novaes es una de las actrices transexuales más destacadas de la industria pornográfica. Pese a ser primeramente reconocida en Brasil, sus trabajos con el cineasta estadounidense Joey Silvera le abrieron las puertas a la pantalla internacional al conseguir una mayor difusión y distribución por medio de las películas para Evil Angel.
En 2008 recibió su primera nominación en los Premios AVN a Artista transexual del año. Volvería a repetir dicha nominación en 2016, año en el que también fue nominada en los Premios XBIZ a Artista transexual del año.
Ha rodado más de 260 películas.
Algunas películas suyas son Big Top Trannies, Cum Filled Trannys 3, Fucked By A Shemale 3, Hard Shemale Cock 4, House of She-males 2, I Like My Girls Hung, Playing With Shemale Dick, Shemale Swingers o Tranny Cumshots 13.

## Premios y nominaciones
| Año  | Ceremonia     | Resultado | Premio                                        | Trabajo |
| ---- | ------------- | --------- | --------------------------------------------- | ------- |
| 2008 | Premios AVN   | Nominada  | Artista transexual del año                    | —       |
| 2008 | Tranny Awards | Nominada  | Best Website Model from an S.American Country | —       |
| 2016 | Premios AVN   | Nominada  | Artista transexual del año                    | —       |
| 2016 | Premios AVN   | Nominada  | Premio fan: Artista transexual favorita       | —       |
| 2016 | Premios XBIZ  | Nominada  | Artista transexual del año                    | —       |